# Mae Carol Jemison
Mae Carol Jemison dr. (Decatur, Alabama, 1956. október 17.–) amerikai orvos űrhajósnő. Az első afroamerikai nő a világűrben.

## Életpálya
1977-ben a Stanford Egyetemen vegyészmérnöki oklevelet szerzett. 1981-ben a  Weill Medical College of Cornell University keretében orvosi diplomát kapott. Háziorvosként tevékenykedett. Kubában, Kenyában és Thaiföldön a nehéz sorsú embereket gyógyította. Modern táncokból vett leckét, otthonában tánc stúdiót épített, koreografált, összerakta a  modern jazz és az afrikai tánc elemeit. 1983-1987 között a Béke Hadtest orvosa, ellenőrizte a gyógyszer ellátást, a laboratóriumi felszerelést, az orvosok munkáját.
1987. június 5-től a Lyndon B. Johnson Űrközpontban részesült űrhajóskiképzésben. Egy űrszolgálata alatt  összesen 7 napot, 22 órát, 30 percet és 23 másodpercet (190 óra) töltött a világűrben. Űrhajós pályafutását 1993. március 8-án fejezte be. 1993-tól a Center for Disease Control (CDC) keretében kutatóként dolgozott. A televízióban színésznőként foglalkoztatták. 1995-2002 között a Cornell Egyetem professzora.

## Űrrepülések
STS–47, az Endeavour űrrepülőgép 2. repülésének parancsnoka. Kilencedik alkalommal szállította a világűrbe a Spacelab mikrogravitációs laboratóriumot, melyben a nemzetközi legénység többek között biológiai és anyagtudományi kísérleteket végzett. Az elvégzett 44 kísérlet közül 35-öt a Japán Űrügynökség finanszírozott. Negyedik űrszolgálata alatt összesen 7 napot, 22 órát, 30 percet és 23 másodpercet (190 óra) töltött a világűrben. 5 265 523 kilométert repült, 126 alkalommal kerülte meg a Földet.